# Johnsonville 180
| Provas NASCAR - Xfinity Series 2019             |
| Temporada Regular                               |
| ----------------------------------------------- |
| 1. PowerShares QQQ 300 (Daytona)                |
| 2. Rinnai 250 (Atlanta)                         |
| 3. Boyd Gaming 300 (Las Vegas)                  |
| 4. NXS Race at ISM Raceway (Phoenix)            |
| 5. NXS Race at Auto Club Speedway (Auto Club)   |
| 6. My Bariatric Solutions 300 (Texas)           |
| 7. NXS Race at Bristol (Bristol)                |
| 8. ToyotaCare 250 (Richmond)                    |
| 9. Sparks Energy 300 (Talladega)                |
| 10. NXS Race at Dover (Dover)                   |
| 11. Alsco 300 (Charlotte)                       |
| 12. Pocono Green 250 (Pocono)                   |
| 13. LTi Printing 250 (Michigan)                 |
| 14. NXS Race at Iowa (Iowa)                     |
| 15. Camping World 300 (Chicagoland)             |
| 16. Coca-Cola Firecracker 250 (Daytona 2)       |
| 17. Alsco 300 (Kentucky)                        |
| 18. Lakes Region 200 (New Hampshire)            |
| 19. U.S. Cellular 250 (Iowa 2)                  |
| 20. Zippo 200 at The Glen (Watkins Glen)        |
| 21. Mid-Ohio 170 (Mid-Ohio)                     |
| 22. Food City 300 (Bristol 2)                   |
| 23. Road America 180 (Road America)             |
| 24. Sport Clips Haircuts VFW 200 (Darlington)   |
| 25. Lilly Diabetes 250 (Indianápolis)           |
| 26. DC Solar 300 (Las Vegas 2)                  |
| Provas dos Playoffs                             |
| Round of 12                                     |
| 27. Go Bowling 250 (Richmond 2)                 |
| 28. Drive for the Cure 200 (Charlotte - Roval)  |
| 29. NXS Race at Dover (Dover 2)                 |
| Round of 8                                      |
| 30. Kansas Lottery 300 (Kansas)                 |
| 31. O'Reilly Auto Parts 300 (Texas 2)           |
| 32. DAV 200 (Phoenix 2)                         |
| Championship 4                                  |
| 33. Ford EcoBoost 300 (Homestead-Miami)         |
| Provas inativas/extintas                        |
| 5-Hour Energy 250 (2010)                        |
| CampingWorld.com 300 (2004-2010)                |
| Corona México 200 (2005-2008)                   |
| Federated Auto Parts 300 (2002-2011)            |
| Kroger 200 (1982-2011)                          |
| Kroger On Track for the Cure 250 (1999-2009)    |
| Missouri-Illinois Dodge Dealers 250 (1997-2010) |
| NAPA Auto Parts 200 (2007-2012)                 |
| Nashville 300 (2001-2011)                       |
| NorthernTool.com 250 (1984-1985, 1993-2009)     |
| Owens Corning AttiCat 300 (2011-2015)           |

A Road America 180 é uma prova da Xfinity Series, realizada no circuito de Road America em Elkhart Lake, Winsconsin. É uma das provas mais imprevisíveis da temporada, possuindo vencedores improváveis como: Reed Sorenson, Nelson Piquet Jr., A.J. Allmendinger, Brendan Gaughan, Paul Menard, Michael McDowell e Jeremy Clements. A prova inaugural ocorreu em 2010, substituindo a antiga etapa realizada em Milwaukee Mile, também no Winsconsin. Essa prova também marcou a primeira vitória de um piloto brasileiro em uma das 3 principais categorias da NASCAR, quando Nelson Piquet Jr. venceu em 2012.

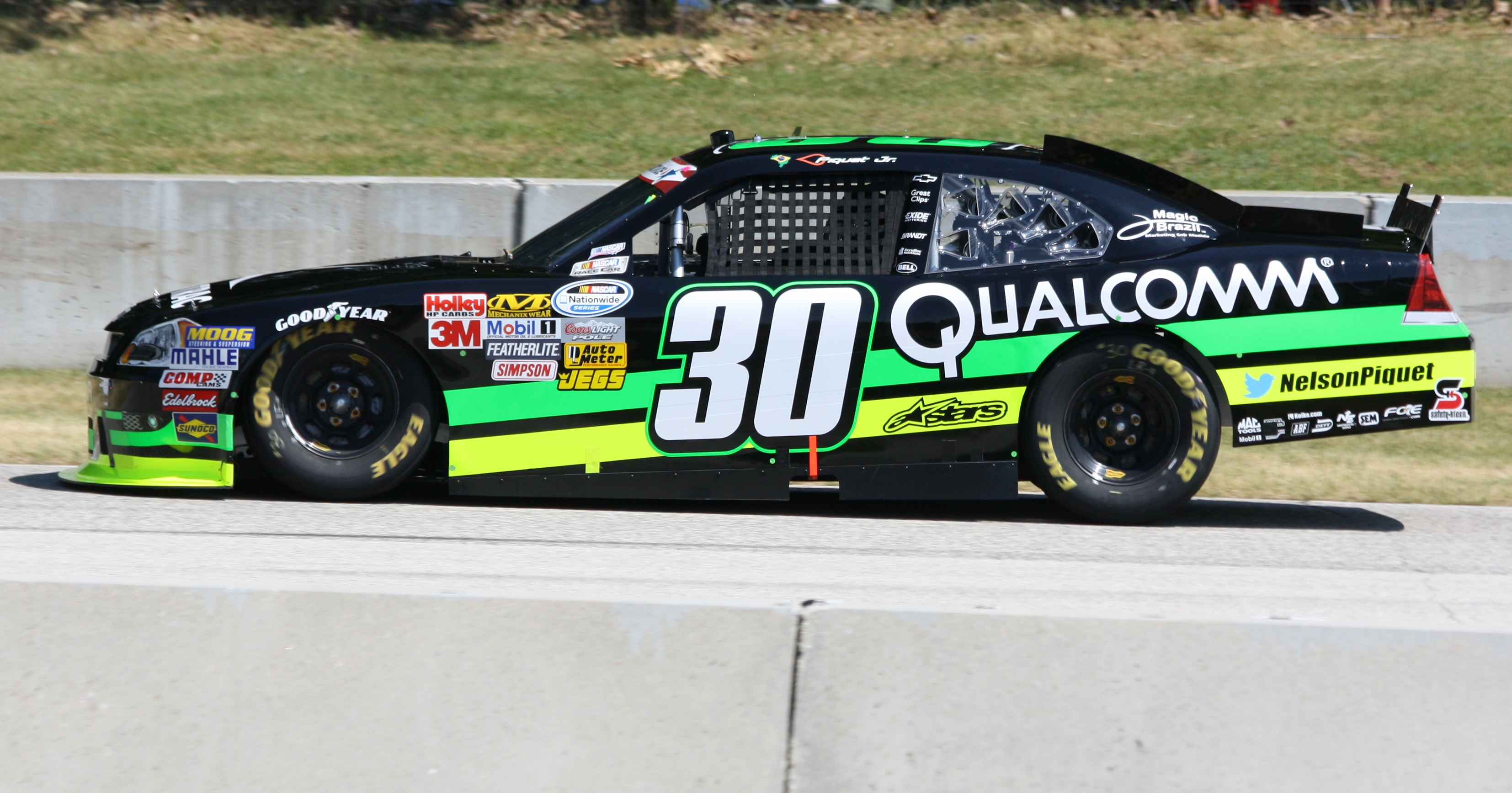
Nelson Piquet Jr. comemora sua primeira vitória em uma das 3 principais categorias da NASCAR, na etapa de 2012.

## Vencedores
| Ano  | Data         | Piloto             | Equipe                   | Montadora | Distância | Distância         | Tempo Total | Velocidade Média (mph) |
| Ano  | Data         | Piloto             | Equipe                   | Montadora | Voltas    | Milhas (km)       | Tempo Total | Velocidade Média (mph) |
| ---- | ------------ | ------------------ | ------------------------ | --------- | --------- | ----------------- | ----------- | ---------------------- |
| 2010 | 19 de Junho  | Carl Edwards       | Roush Fenway Racing      | Ford      | 50        | 202.4 (325.731)   | 2:57:17     | 68.501                 |
| 2011 | 25 de Junho  | Reed Sorenson      | Turner Motorsports       | Chevrolet | 57*       | 230.736 (371.333) | 2:55:24     | 78.929                 |
| 2012 | 23 de Junho  | Nelson Piquet, Jr. | Turner Motorsports       | Chevrolet | 50        | 202.4 (325.731)   | 2:22:35     | 85.171                 |
| 2013 | 22 de Junho  | A. J. Allmendinger | Penske Racing            | Ford      | 55*       | 222.64 (356.224)  | 2:58:50     | 74.697                 |
| 2014 | 21 de Junho  | Brendan Gaughan    | Richard Childress Racing | Chevrolet | 53*       | 214.544 (345.275) | 2:48:03     | 76.6                   |
| 2015 | 29 de Agosto | Paul Menard        | Richard Childress Racing | Chevrolet | 45        | 182.16 (293.158)  | 2:20:21     | 77.874                 |
| 2016 | 27 de Agosto | Michael McDowell   | Richard Childress Racing | Chevrolet | 48*       | 194.304 (312.702) | 2:36:20     | 74.573                 |
| 2017 | 27 de Agosto | Jeremy Clements    | Jeremy Clements Racing   | Chevrolet | 45        | 182.16 (293.158)  | 2:12:53     | 82.25                  |
| 2018 | 25 de Agosto | Justin Allgaier    | JR Motorsports           | Chevrolet | 45        | 182.16 (293.158)  | 2:23:57     | 75.926                 |
| 2019 | 24 de Agosto | Christopher Bell   | Joe Gibbs Racing         | Toyota    | 45        | 182.16 (293.158)  | 2:11:38     | 83.031                 |
| 2020 | 8 de Agosto  | Austin Cindric     | Team Penske              | Ford      | 45        | 182.16 (293.158)  | 2:56:37     | 61.83                  |
| 2021 | 3 de Julho   | Kyle Busch         | Joe Gibbs Racing         | Toyota    | 45        | 182.16 (293.158)  | 2:25:47     | 74.972                 |
| 2022 | 2 de Julho   | Ty Gibbs           | Joe Gibbs Racing         | Toyota    | 48*       | 194.304 (312.702) | 2:36:14     | 74.621                 |
| 2023 | 29 de Julho  | Sam Mayer          | JR Motorsports           | Chevrolet | 49*       | 198.352 (319.216) | 3:02:21     | 65.265                 |

- 2011, 2013, 2014, 2016, 2022 e 2023: Corridas estendidas devido a prorrogações.
- 2012  Piquet Jr. conseguiu a primeira vitória de um piloto brasileiro nas 3 principais categorias da NASCAR.

| Sequência das Provas | Sequência das Provas | Sequência das Provas | Sequência das Provas | Sequência das Provas         |
| Food City 300        | <<                   | Road America 180     | >>                   | Sport Clips Haircuts VFW 200 |
| -------------------- | -------------------- | -------------------- | -------------------- | ---------------------------- |